# デガニア

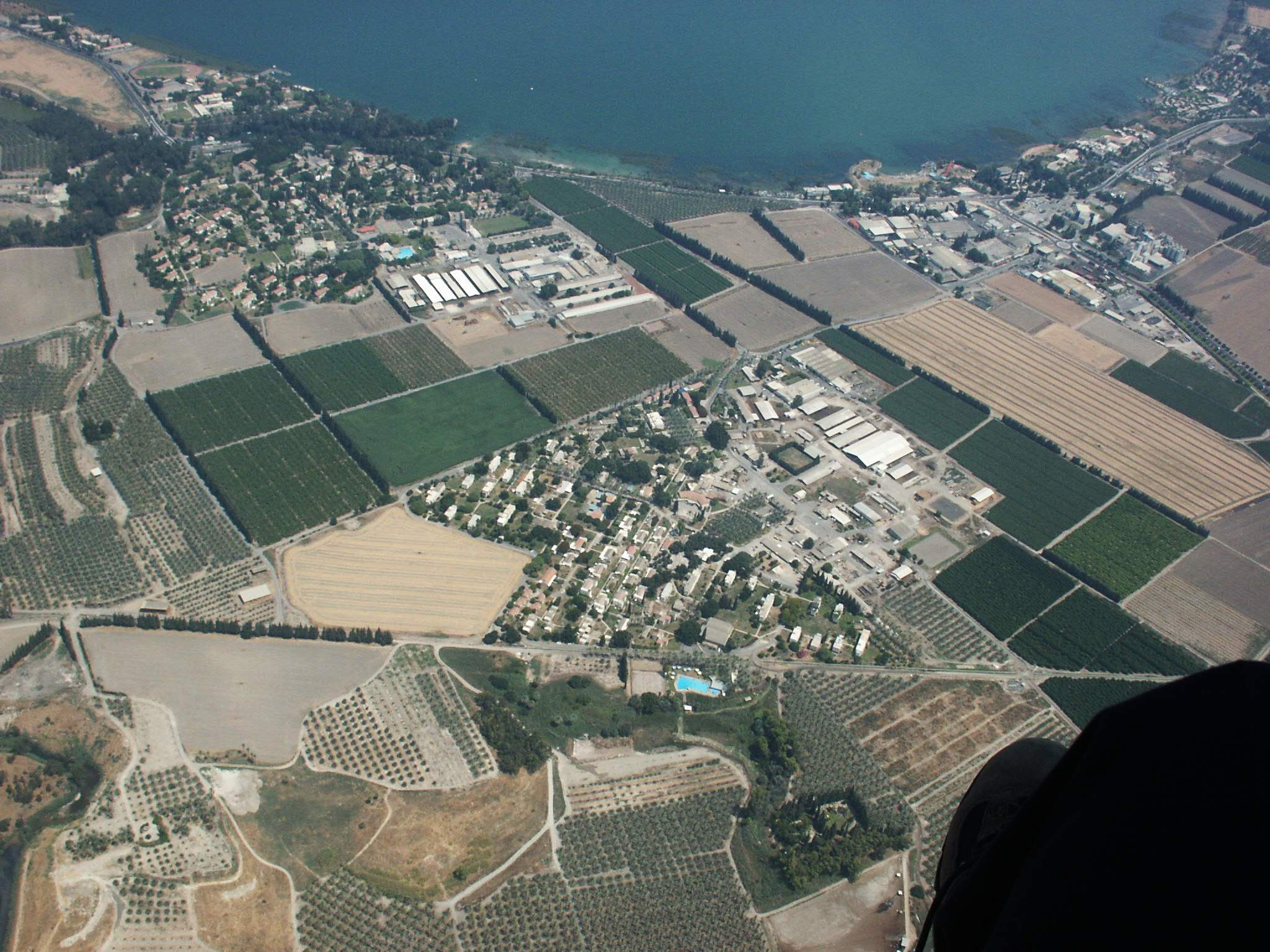
デガニア（2003年8月 撮影）

デガニア（ヘブライ語: דגניה; Degania）は、イスラエル内の入植村である。
デガーニーヤー（ヘブライ語: דְּגָנִיָּה dəghānīyāh）は矢車菊のこと。デガーニーム（ヘブライ語: דְּגָנִים）はダーガーン（ヘブライ語: דָּגָן） 「穀物」の複数形。
1909年にシオニズム運動の一環として、パレスチナ開拓会社が購入・借入した土地に、ユダヤ人労働者の中から移住者を募る形でガリラヤ湖南岸、ヨルダン川のほとりに建設された。
この村の創設時の形態が、現代のキブツの原型となった。
1909年には、7人の労働者が入植したが一年契約であったので、翌年四散、1910年に新たに契約をした12人の労働者が移住して永住することで、村が確立した。
1920年に、土地、財産、成員を二分して分村した。
それ以来、最初のデガニアの位置にあったものをデガニア・アレフ（ヘブライ語: 'דגניה א）、新たに分村した方をデガニア・ベート（ヘブライ語: 'דגניה ב）と呼ぶようになった。